# Ba Tư học
Ba Tư học (tiếng Persia: مطالعات فارسی) là bộ môn đa ngành nghiên cứu về ngôn ngữ Ba Tư và văn học của nó một cách cụ thể. Nó khác biệt với các Iran học ở chỗ Ba Tư học là một chủ đề rộng hơn, liên ngành hơn, tập trung nhiều hơn vào lịch sử và văn hóa của tất cả các dân tộc Iran.
Nghiên cứu về ngôn ngữ ở Iran có từ lâu đời. Bảng chữ cái Avestan được phát triển trong Đế chế Sassan, bắt nguồn từ chữ Pahlavi và vẫn là một trong những bảng chữ cái phức tạp nhất về mặt ngữ âm cho đến thời kỳ hiện đại. Các phụng vụ Zoroastria (Hỏa giáo) cho đến thời điểm đó đã được truyền miệng, và khả năng thiết lập các văn bản cổ này bằng văn bản đã giúp bảo tồn chúng . Tuy nhiên trước đó việc phát minh ra âm tiết tiếng Ba Tư cổ, có hình dạng được điều chỉnh từ các hệ thống chữ hình nêm có từ trước chứng tỏ rằng người Iran có thể suy nghĩ nghiêm túc, logic và tưởng tượng về ngôn ngữ của họ.